# Liste der Banken in Ghana
Dies ist die Liste der Banken im westafrikanischen Staat Ghana.

## Zentralbank
- Bank of Ghana

## Handelsbanken
- Agricultural Development Bank Ltd.
- Amalgamated Bank Ltd.
- ARB Apex Bank
- Barclays Bank of Ghana Ltd.
- CAL Bank Ltd.
- Ecobank Ghana Ltd.
- Fidelity Bank
- First Atlantic Merchant Bank Ltd.
- Ghana Commercial Bank Ltd.
- Guaranty Trust Bank Ghana Ltd.
- HFC Bank Ltd.
- International Commercial Bank Ltd.
- Merchant Bank Ghana Ltd.
- Metropolitan & Allied Bank Ltd.
- National Investment Bank Ltd.
- Prudential Bank Ltd.
- SG-SSB Ltd.
- Stanbic Bank Ghana Ltd.
- Standard Chartered Bank Ghana Ltd.
- United Bank for Africa Ghana Ltd.
- The Trust Bank Ltd.
- Unibank Ghana Ltd.
- Zenith Bank Ghana Ltd.